# Uzi Narkiss

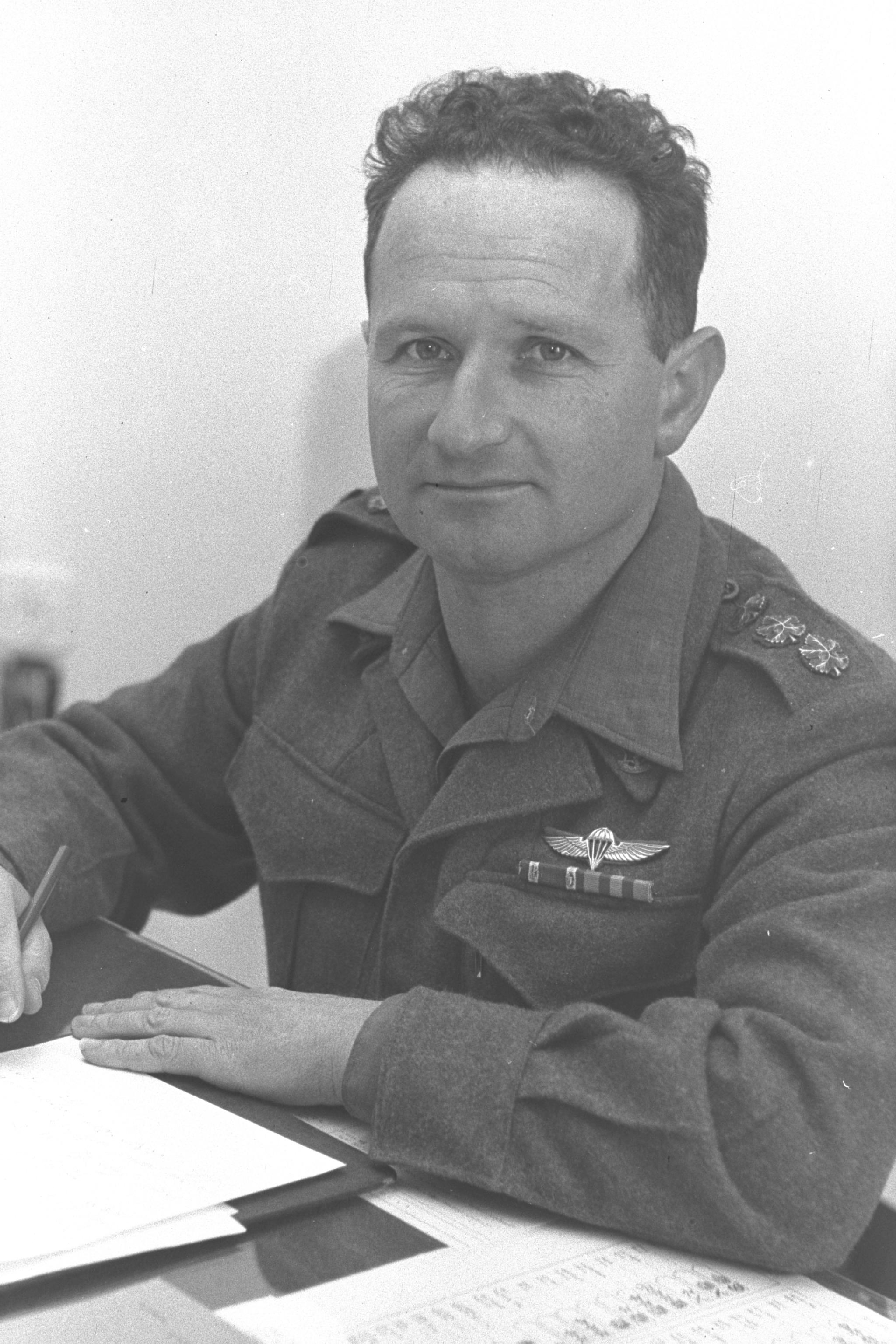
Uzi Narkiss (1959)

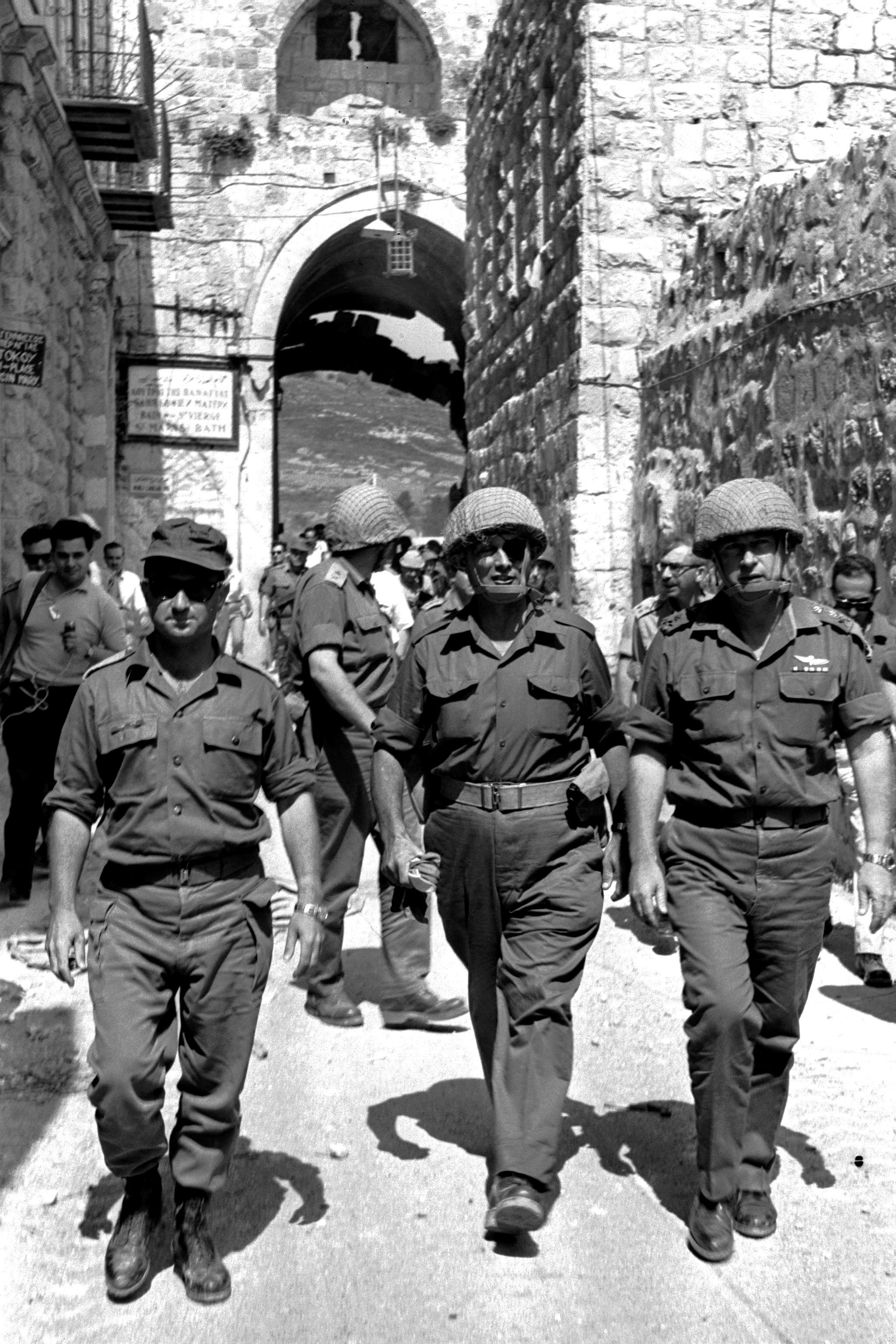
Jitzchak Rabin (rechts) mit Mosche Dajan (Mitte) und Uzi Narkiss (links) in der Altstadt von Jerusalem (Löwentor) am 7. Juni 1967, Fotograf: Ilan Bruner, Israel National Photo Collection

Uzi Narkiss (hebräisch עוזי נרקיס; auch: Uzi Narqiss) (* 6. Januar 1925 in Jerusalem; † 17. Dezember 1997 ebenda) war ein israelischer General. Er diente im Sechstagekrieg als Kommandeur der israelischen Armee in Zentralisrael.
Eine Fotografie, die ihn zusammen mit dem israelischen Verteidigungsminister Mosche Dajan und dem israelischen Generalstabschef Jitzchak Rabin kurz nach der Eroberung in der Jerusalemer Altstadt zeigt, wurde zu einer der bekanntesten Medienikonen des zionistischen Narrativs. Der Armeesprecher Ilan Bruner (auch Ilan Bronner genannt) fertigte das Bild an. Dajan arrangierte die Szene.

## Leben

### Herkunft und frühe Karriere
Narkiss' Eltern waren polnische Einwanderer. Zu seinen ersten Kindheitserinnerungen gehört, dass er sich während der arabischen Revolte von 1929 in der Stadt verstecken musste.
Nach dem Besuch des Rechavia-Gymnasiums begann Narkiss im Alter von 16 Jahren seine militärische Karriere im Palmach. In der Folge war er an Hagana-Aktionen gegen die britische Mandatsmacht beteiligt. Im April 1948 leitete Narkiss einen Angriff auf den Jerusalemer Stadtteil Katamon und eroberte das Simeonskloster, das strategisch wichtig gelegen war.
Nachdem die Briten das Land verlassen und Israel seine Unabhängigkeit erklärt hatte, wurde Narkiss damit beauftragt, diejenigen Kräfte zu unterstützen, die das Jüdische Viertel der Jerusalemer Altstadt gegen die Belagerung durch die arabische Einheiten verteidigten. Narkiss konnte zwar mit einigen Soldaten beim Zionstor durchbrechen, als jedoch Truppenverstärkungen ausblieben, befahl er seinen Soldaten den Rückzug. Das jüdische Viertel fiel an die jordanische Armee.
Narkiss verbrachte die Zeit nach dem israelischen Unabhängigkeitskrieg in Frankreich, wo er an der französischen Militärakademie École de Guerre studierte und mit dem Verdienstorden der Ehrenlegion ausgezeichnet wurde. Narkiss kehrte anschließend nach Israel zurück, um dort seine Militärkarriere weiter voranzutreiben. 1965 wurde er erster Direktor des Israel National Defense College.

### Sechstagekrieg
Im Juni 1967 kommandierte Narkiss in der „Region Zentrum“. Er hatte das Kommando über sieben Brigaden und war für die Abwehr einer möglichen jordanischen Offensive auf Jerusalem verantwortlich. Später äußerte er in einem Interview mit dem Journalisten Tad Szulc die Ansicht, die Regierung sei überfordert gewesen:   
„Wir haben so schnell gehandelt, dass die israelische Regierung [unter Levi Eschkol] nicht die Zeit hatte, die nationalen Ziele dieses Krieges festzulegen. [...] Die Regierung hätte uns befehlen können, Ramallah nicht einzunehmen. Sie hätte uns befehlen können, Jericho nicht einzunehmen, oder vor Bethlehem Halt zu machen, oder vor Hebron, oder vor Nablus. Sie haben es nicht getan und ich denke, es ist, weil sie mit der Situation überfordert waren und sie nicht die Zeit hatten, Stopp zu sagen.“
Nachdem es am ersten Kriegstag zu jordanischen Angriffen gekommen war, nahmen israelische Einheiten Schlüsselstellungen in Ostjerusalem ein. Narkiss entschied sich, die Gelegenheit zu nutzen und ganz Ostjerusalem unter israelische Kontrolle zu bringen, um so eine „Wiedervereinigung“ möglich zu machen. Aus Narkiss’ Sicht führte er mit dieser Aktion nur das weiter, womit er 19 Jahre zuvor nicht erfolgreich war.  
Narkiss gab zusammen mit dem Westjerusalemer Bürgermeister Teddy Kollek und in Absprache mit dem Historiker Michael Avi-Yonah und dem Architekten Arieh Sharon, aber ohne die Zustimmung von Verteidigungsminister Mosche Dajan und Premierminister Levi Eschkol, für die Nacht vom 11. Juni 1967 und den Folgetag die Anweisung zum Abriss der rund 135 Häuser des Mughrabi-Viertels in Jerusalem, das aus israelischer Sicht den Zugang zur Westmauer (Klagemauer) erschwerte. Viele Palästinenser verloren ihre Wohnung. Ihnen wurde keine Zeit gegeben, ihr Eigentum einzupacken. Eine Frau starb beim Abriss des Viertels.

### Spätere Karriere
Narkiss verließ die Tzahal 1968 mit dem letzten Rang eines Generalmajors (Aluf) und übernahm hohe Ämter in der Jewish Agency und der World Zionist Organization. 1992 erhielt er den Yitzhak-Sadeh-Preis. Er starb im Alter von 72 Jahren in Jerusalem.